# 5A busz (Tiszaújváros)
A tiszaújvárosi 5A jelzésű autóbuszvonal az Autóbusz-állomás és a Tiszai Vegyi Kombinát között húzódó helyi vonal volt, amelyet a Borsod Volán Zrt. üzemeltetett.

## Közlekedése
| Viszonylat                       | Indításszám | Közlekedési rend |
| -------------------------------- | ----------- | ---------------- |
| Autóbusz-állomás – TVK, aut. vt. | 2 pár       | munkanapokon     |

## Megállóhelyei
| 0 | Autóbusz-állomás végállomás            | 0.0 km | 0 |
| 1 | Bethlen Gábor út (↓) Kazinczy utca (↑) | 0.7 km | 2 |
| 2 | Művelődési ház                         | 0.9 km | 3 |
| 3 | TVK bejárati út                        | 1.5 km | 5 |
| 4 | TVK, autóbusz-váróterem végállomás     | 2.8 km | 8 |